# Conus bertarollae
Conus bertarollae é uma espécie de gastrópode do gênero Conus, pertencente a família Conidae.